# Edward Onslow Ford

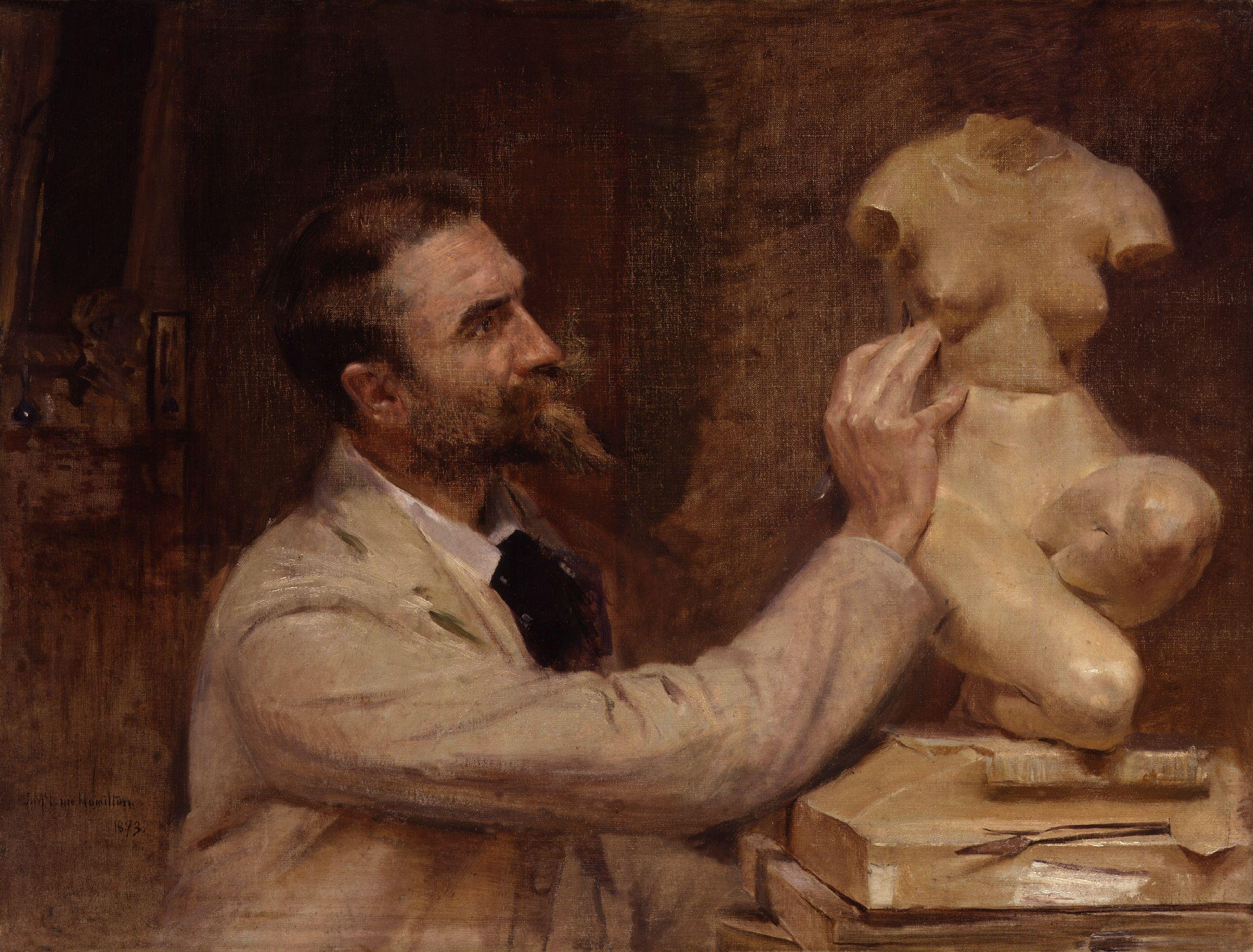
(Edward) Onslow Ford, John McLure Hamilton, 1893

Edward Onslow Ford, född 27 juli 1852 i London, död 23 december 1901, var en brittisk skulptör. 
Edward Onslow Ford studerade i Antwerpen och München, debuterade i sitt hemland med byster, utförde statyer av sir Rowland Hill (1882), William Ewart Gladstone (1883), Henry Irving som Hamlet (1883). Han studerade sedan i Italien, uppehöll det rykte han med den sittande Hamletbilden vunnit genom statyerna Musiken, Dansen, Eko, Uppsluppenheten. Mycket uppseende väckte det 1892 fullbordade monumentet över Percy Bysshe Shelley, som framställer poesins genius sörjande vid skaldens bår och är uppställt i universitetet i Oxford. 1892 följde Lord Strathnairns ryttarstaty (London), därefter general Charles George Gordon, ridande på en kamel (Chatham och Khartoum), drottning Viktoria I (Manchester).

## Bildgalleri

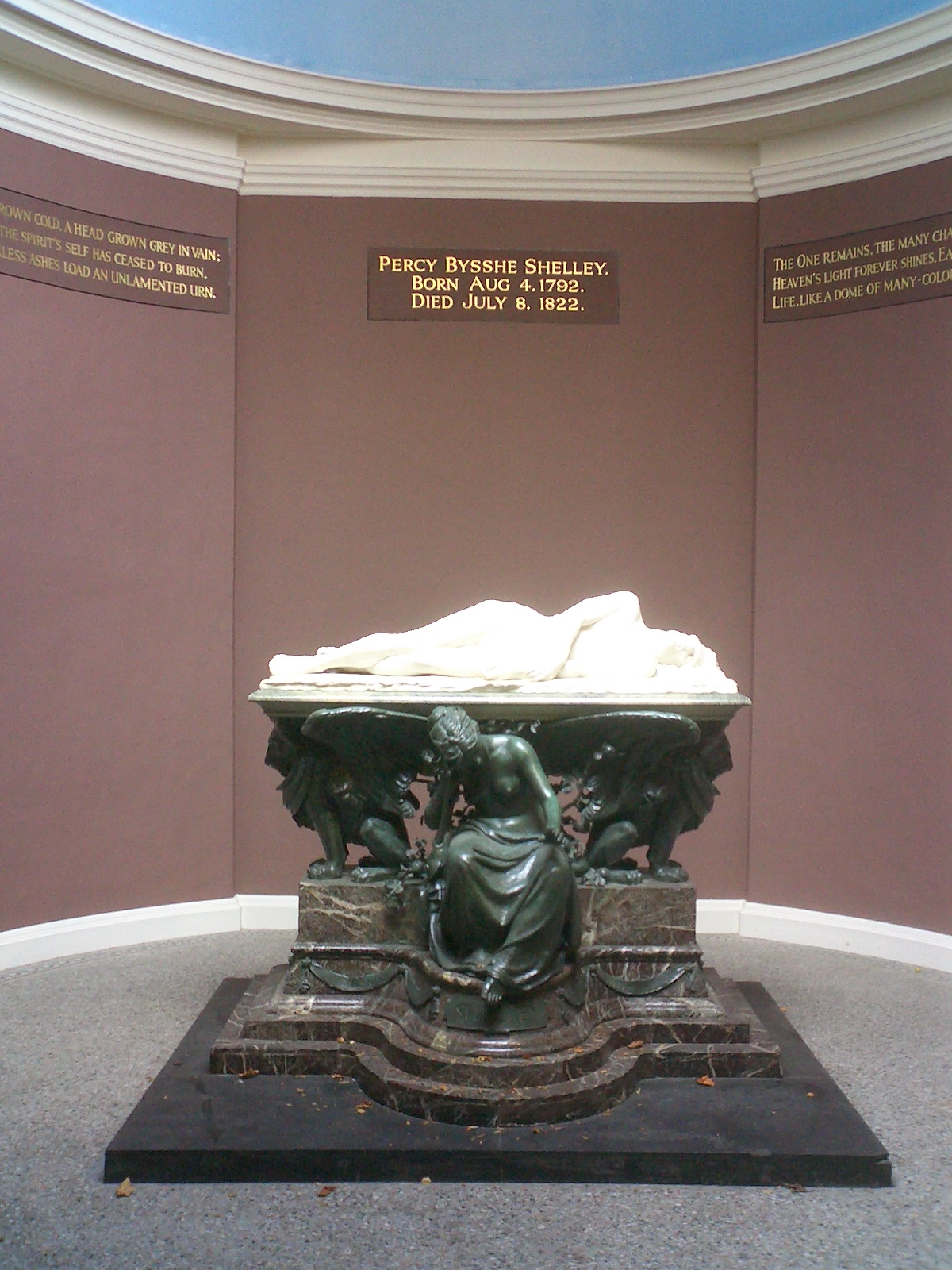
Shelleymonumentet
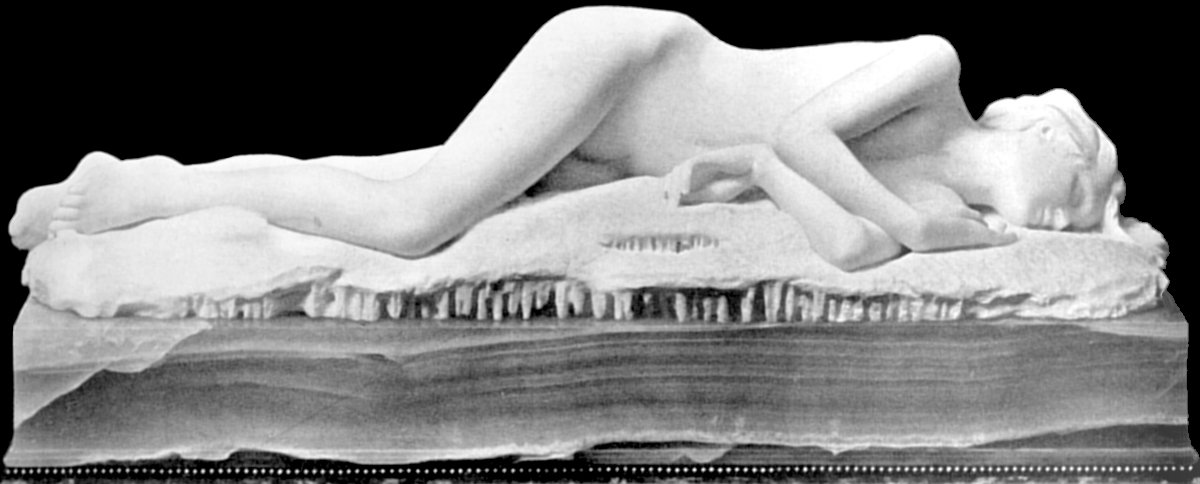
The Snowdrift
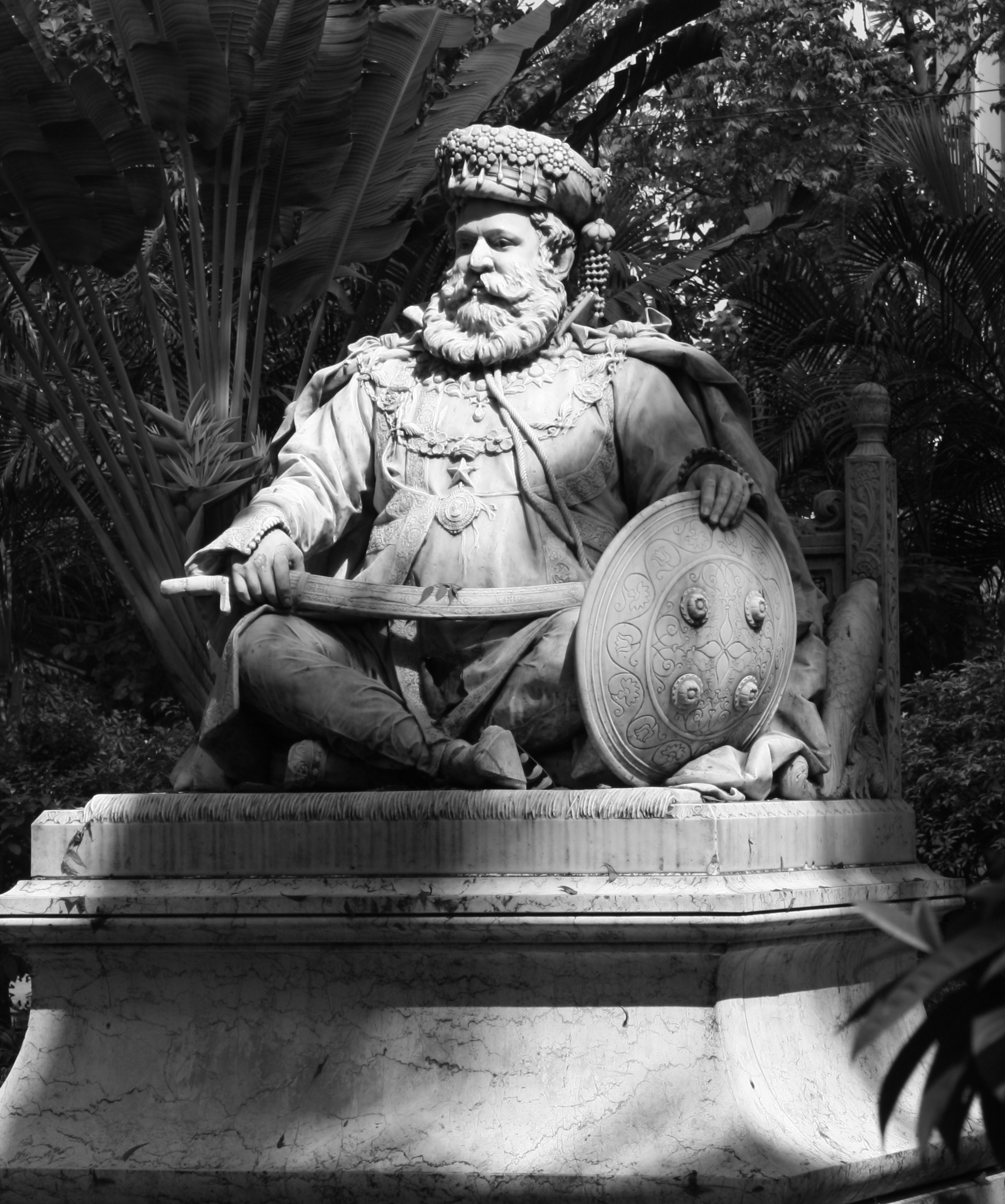
Maharadja Lakshmeshwar Singh